# متسلق الأخشاب طويل المنقار
متسلق الأخشاب طويل المنقار (الاسم العلمي: Nasica longirostris)، نوع من طيور فصيلة الفرنارية. وهو النوع الوحيد في جنس Nasica.

## التوزيع والموئل
يوجد في حوض الأمازون في البرازيل، وفي الأمازون كولومبي، والإكوادور، والبيرو، وبوليفيا. أيضًا حوض نهر أورينوكو الأوسط والعلوي في فنزويلا. كما أنه يوجد في معظم غويانا الفرنسية على الحدود مع حوض الأمازون الشمالي الشرقي وولاية البرازيلية أمابا. موئله الطبيعي هي غابات الأراضي الرطبة شبه الاستوائية أو الاستوائية والمستنقعات شبه الاستوائية أو الاستوائية.